# Yahaya Tounkara
Yahaya Tounkara (* 1939 in Dogondoutchi) ist ein nigrischer Politiker.

## Leben
Yahaya Tounkara ist ausgebildeter Tierarzt. Er diplomierte 1968 an der École nationale vétérinaire de Toulouse in Frankreich mit einer Arbeit über die Produktion von Tierfellen in Niger. Tounkara bekleidete seit der Herrschaft des Obersten Militärrats unter Seyni Kountché mehrere Ministerämter. Für die Ressorts Gesundheit und soziale Angelegenheiten war er von 1977 bis 1978 Staatssekretär und von 1978 bis 1980 Minister. Er wirkte von 1980 bis 1982 als Minister für Wasserwirtschaft und von 1982 bis zu seinem vorläufigen Ausscheiden aus der Regierung 1985 als Minister für Wasserwirtschaft und Umwelt. Ab 1984 hatte er den Ehrenrang eines Staatsministers inne. Zudem wurde er als Großkanzler der Nationalorden Nigers geehrt.
Nach dem Tod Seyni Kountchés 1987 holte Ali Saïbou, dessen Nachfolger als Staatschef, Yahaya Tounkara in die Regierung zurück. Tounkara war von 1987 bis 1988 als Minister für höhere Schulen, Forschung und Technologie sowie von 1988 bis 1989 als Staatsminister für Planung und Regionalplanung tätig. Unter Ali Saïbou wurde die Nationalversammlung als Parlament Nigers wiederhergestellt, in der von 1989 bis 1991 Abgeordnete der neuen Einheitspartei Nationale Bewegung der Entwicklungsgesellschaft saßen. Zu diesen zählte Yahaya Tounkara, der als Vorsitzender des Parlamentsausschusses für Finanzen und Planung tätig war. Der durch einen Militärputsch an die Macht gekommene Staatspräsident Ibrahim Baré Maïnassara ernannte ihn 1997 zum Verteidigungsminister. Tounkara wurde Mitglied der neuen Partei des Präsidenten, des Bündnisses für Demokratie und Fortschritt (RDP-Jama’a). Er verlor sein Ministeramt 1999 beim Sturz der Regierung durch einen Militärputsch, bei dem Ibrahim Baré Maïnassara ums Leben kam. Als Tounkara eine Untersuchung der Todesumstände des Präsidenten forderte, wurde er für mehrere Tage unter Hausarrest gestellt.
Er arbeitete später als Sonderberater des von 1999 bis 2010 amtierenden Staatspräsidenten Mamadou Tandja. Ferner war er von 1998 bis 2007 Präsident des Ordre National des Vétérinaires du Niger, des Nationalordens der Tierärzte Nigers. Bis 2014 wirkte er als Präsident der nigrischen Landesorganisation der Global Water Partnership.